# Pohřebiště lucemburských panovníků

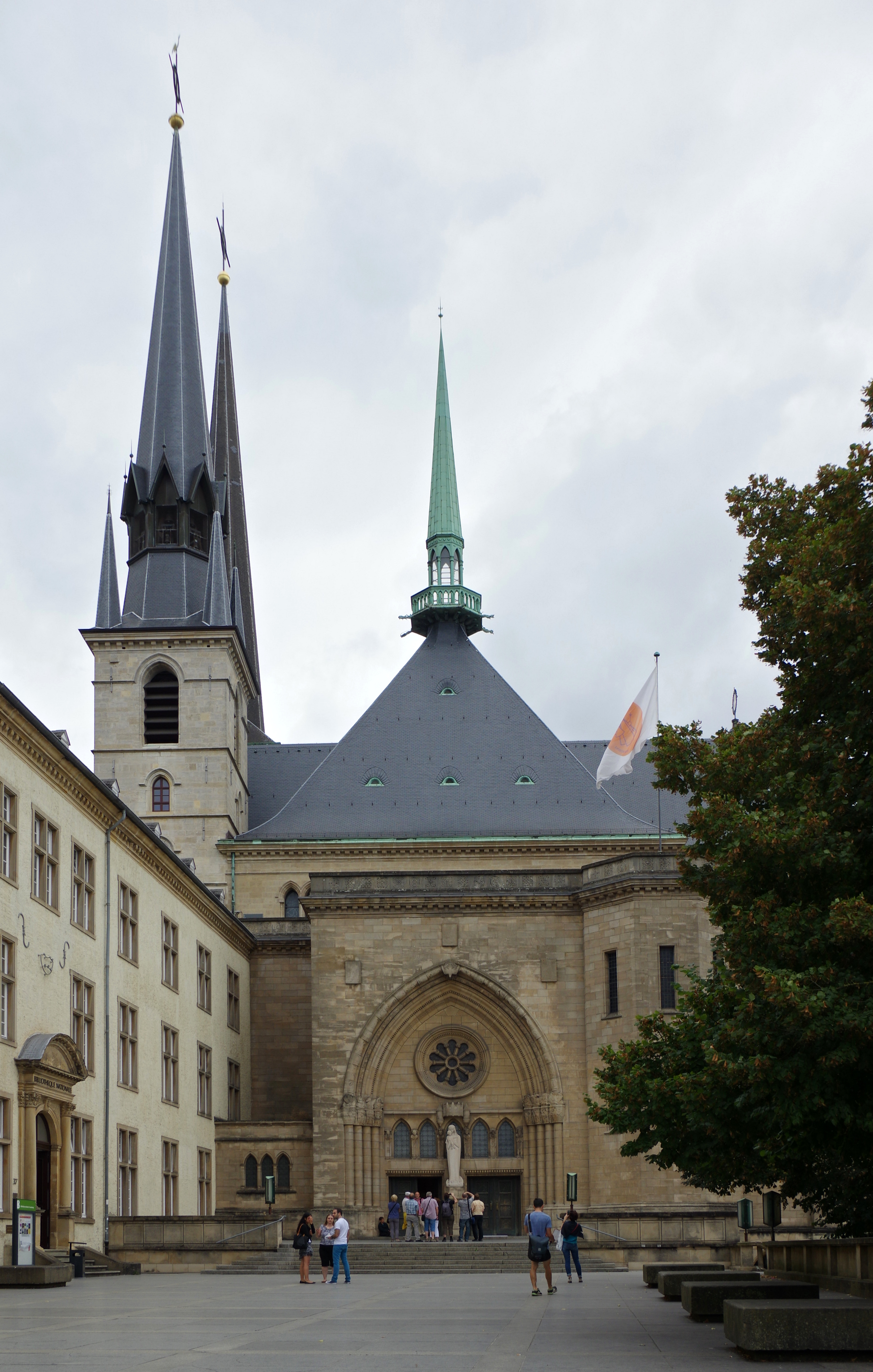
Katedrála Panny Marie v Lucemburku

Na vídeňském kongresu bylo roku 1815 Lucembursko prohlášeno opět za plně nezávislý stát a povýšeno na velkovévodství. Do roku 1866 bylo členem Německého spolku a do roku 1890 zůstalo spojeno v personální unii s královstvím nizozemským. Personální unie s Nizozemskem byla zrušena v roce 1890.
Lucembursko je nezávislým velkovévodstvím od roku 1890. První dva velkovévodové byli pochováni v zámeckém kostele ve Weilburgu, poté se pohřebištěm velkovévodského domu stala hrobka v katedrále Panny Marie v Lucemburku.
| Jméno                           | Doba života | Místo pohřbení                                                  |
| ------------------------------- | ----------- | --------------------------------------------------------------- |
| Jan Lucemburský                 | 1296–1346   | Katedrála v Lucemburku                                          |
| Beatrix Bourbonská              | 1320–1383   | Katedrála v Lucemburku                                          |
| Velkovévoda Vilém I.            | 1772–1843   | Nieuwe Kerk (Delft)                                             |
| Velkovévoda Vilém II.           | 1792–1849   | Nieuwe Kerk (Delft)                                             |
| Velkovévoda Vilém III.          | 1817–1890   | Nieuwe Kerk (Delft)                                             |
| Velkovévoda Adolf I.            | 1817–1905   | Hrobka v zámeckém kostele ve Weilburgu                          |
| Alžběta Ruská                   | 1826–1845   | Ruský pravoslavný kostel sv. Alžběty na Nerobergu ve Wiesbadenu |
| Adléta Marie Anhaltsko-Desavská | 1833–1916   | Hrobka v zámeckém kostele ve Weilburgu                          |
| Velkovévoda Vilém IV.           | 1852–1912   | Hrobka v zámeckém kostele ve Weilburgu                          |
| Marie Anna Portugalská          | 1861–1942   | Katedrála v Lucemburku                                          |
| Velkovévodkyně Marie-Adéla      | 1894–1924   | Katedrála v Lucemburku                                          |
| Velkovévodkyně Šarlota          | 1896–1985   | Katedrála v Lucemburku                                          |
| Felix Bourbonsko-Parmský        | 1893–1970   | Katedrála v Lucemburku                                          |
| Josefína Šarlota Belgická       | 1927–2005   | Katedrála v Lucemburku                                          |